# Tun Tun (actor)
José René Ruiz Martínez (Tampico, Tamaulipas, 22 de noviembre de 1932-Ciudad de México, 16 de octubre de 1993), conocido como Tun-Tun, fue un actor y comediante mexicano, fue principalmente conocido por su trabajo en películas de comedia en las décadas de 1950 y 1960, apareciendo frecuentemente junto a Germán Valdés "Tin-Tan".

## Biografía y carrera
A los pocos días de nacer, a José René Ruiz Martínez le diagnosticaron enanismo. Su padre, avergonzado por la «anormalidad» de su hijo, decidió no enviarlo a la escuela, pensando que sus compañeros se burlarían de él, así que lo recluyó en su hogar.
Debutó en el cine en el año 1949, al lado del cómico pachuco Germán Valdés "Tin-Tan", en la cinta El rey del barrio, cinta en la que también debutaba Fanny Kaufman "Vitola" y se incluía en el elenco a Joaquín García "Borolas", Ramón Valdés, José "El Ojón" Jasso y el niño Ismael Pérez "Poncianito". Además de que la película obtuvo un enorme éxito en taquilla, Tin-Tan y Tun-Tun armonizaron en una gran amistad que perduró hasta la muerte de Valdés el 29 de junio de 1973.
Tun-Tun trabajó con él en otras películas como Simbad el mareado (1950), El revoltoso (1951), El bello durmiente (1952), Dios los cría (1953), El vizconde de Montecristo (1954), El sultán descalzo (1956), El violetero (1960), entre otras.

## Vida personal
Estuvo casado con la bailarina Rocío Gentz, con quien procreó dos hijos. Sin embargo, el desenlace matrimonial estuvo lleno de infortunios y traiciones, y perdió toda su fortuna en manos de sus seres queridos. 

## Muerte
Falleció repentinamente a causa de un infarto cardíaco el 16 de octubre de 1993 en Ciudad de México, a la edad de 60 años. Fue inhumado en el cementerio Mausoleos del Ángel.

## Filmografía
- (1993) La Negra Tomasa
- (1993) El Fisgón del Hotel .... “Dueño hotel”
- (1992) Los Verduleros III
- (1992) Curado de Espantos
- (1991) Narcosatánicos Diabólicos
- (1991) La Guerrera Vengadora I y II
- (1990) Just Ask for Diamond .... “Johnny Naples”
- (1990) El Día de los Albañiles IV
- (1990) Mujeres de Media Noche .... “Fortunato Godínez”
- (1989) Tres Lancheros muy Picudos  .... “Tun Tun”
- (1988) Los gatos de las azoteas      .... " el niño blanco"
- (1987) Los Verduleros II .... “Chapoy”
- (1987) Qué Buena Está mi Ahijada
- (1987) El Día de los Albañiles III
- (1986) Tres Mexicanos Ardientes .... “Tun Tun”
- (1986) Los Verduleros .... “Chapoy”
- (1985) El Ratero de la Vecindad II
- (1985) Ah que Viejas Canciones tan Calientes .... “Tun Tun”
- (1985) El Día de los Albañiles II .... “Tun Tun”
- (1984) Under the Volcano .... “Dwarf”
- (1983) El vecindario II
- (1981) OK Mister Pancho .... “Peter Table”
- (1981) El vecindario
- (1980) A Paso de Cojo
- (1973) El monasterio de los buitres .... “Tun Tun”
- (1970) The Phantom Gunslinger
- (1966) La Cámara de los Horrores  .... “Señor Pepe De Reyes”
- (1960) El Violetero .... “Elvis”
- (1954) El Sultán Descalzo
- (1954) La bruja .... “Tun Tun”
- (1954) Miradas que Matan
- (1953) Dios los Cría .... “Tun Tun”
- (1953) Ahí Vienen los Gorrones .... “Pequeño César”
- (1952) Póker de Ases .... “Tun Tun”
- (1952) El Bello Durmiente .... “Brujo Chaquira”
- (1952) Pasionaria .... “Medio litro”
- (1951) ¡¡¡Mátenme Porque me Muero!!! .... “Tun Tun”
- (1951) ¡Ay Amor... Cómo me has Puesto! .... “Pepito”
- (1951) Estatua de Carne
- (1951) El Revoltoso .... “Sapo”
- (1950) El Vizconde de Montecristo
- (1950) Traicionera .... “Crecidito”
- (1950) Simbad el Mareado .... “Hampón bajito”
- (1950) Los olvidados
- (1950) La Marca del Zorrillo
- (1950) Amor de la Calle  .... “Tun Tun”
- (1949) No me Defiendas Compadre
- (1949) El Rey del Barrio .... “Cayo, Gulliver, (encargado del billar)”